# Kränzchen

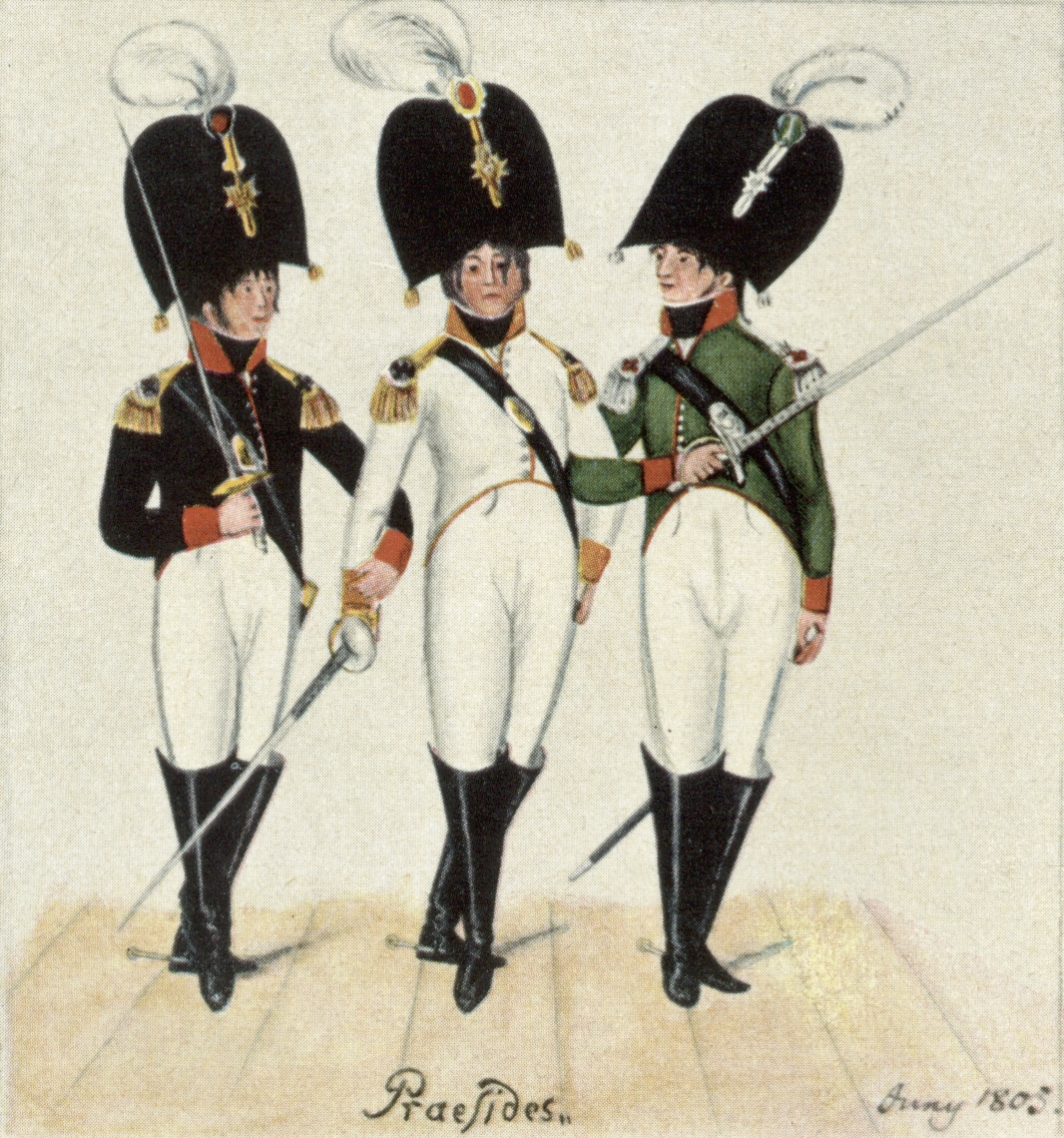
Chargierte der Kränzchen in Frankfurt (Oder): links Schlesier, Mitte Märker, rechts Preusse (1805)

Die Kränzchen waren landsmannschaftliche Vereinigungen von Studenten an alten deutschen Universitäten. Aus den Kränzchen entwickelten sich im 19. Jahrhundert die Corps. Auch in der Freimaurerei gab es viele Kränzchen.

## Geschichte
Zum ausgehenden 18. Jahrhundert war die Studentenschaft organisiert in landsmannschaftlichen Vereinigungen. Die Studentenorden, deren Ideale Weltbürgertum und Humanismus waren, wurden nach der Französischen Revolution als deren angebliche Anhänger verboten, verfolgt und aufgelöst. Die Anfang des 19. Jahrhunderts entstehenden Corps waren von dieser Entwicklung nicht betroffen, weil sie in ihrer Organisationsform eine ständische Vertretung der studentischen Jugend erstrebten und sich somit in den Ständestaat der damaligen Zeit einfügten.
In die eher kleinen Kränzchen wurde nicht mehr jeder „Landsmann“ aufgenommen; sie waren „Freundschaftsbünde“. Die Kränzchen übernahmen viel Gutes von den Orden und verpflichteten ihre Mitglieder zum Respekt gegenüber der akademischen Obrigkeit, was zu ihrer zumindest teilweisen Anerkennung durch diese führte. Die neueren Landsmannschaften, der Name wurde zunächst wieder angenommen, gaben sich schriftliche Constitutionen, entwickelten ein starkes Ehrgefühl mit der Verpflichtung zur unbedingten Satisfaktion und vertraten ein scharfes Ausleseprinzip. Die Senioren regelten gemeinsame Angelegenheiten im Senioren-Convent (SC).
Zwar stießen die Corps aufgrund ihrer erwähnten Einordnung in die gesellschaftlichen Formen zum Teil auf erheblichen Widerstand in der Studentenschaft, jedoch nahmen ausgehend vom Heidelberger Senioren-Convent ab 1810 viele der neueren Landsmannschaften beziehungsweise Kränzchen allmählich den Namen „Corps“ an. Dieses ist darauf zurückzuführen, dass das Regionalprinzip für die Aufnahme aufgegeben wurde. So verschwand der Name „Landsmannschaft“ für einige Zeit von den deutschen Hochschulen. Ein Beispiel ist das Kränzchen Silesia in Frankfurt an der Oder, das sich auf das studentische „Urkränzchen“ in Frankfurt an der Oder von 3. Juli 1786 zurückführt und das 1811 nach Breslau zog, wo es sich Landsmannschaft Silesia nannte, später Landsmannschaft Teutonia, aus der 1819 das Corps Borussia zu Breslau hervorging.
Auch die burschenschaftliche Allgemeinheit in Königsberg gliederte sich in Kränzchen, bis sie 1845 in verschiedene eigenständige Burschenschaften und Landsmannschaften zerfiel, die aus den einzelnen Kränzchen hervorgingen.